# Al-Istakhrí

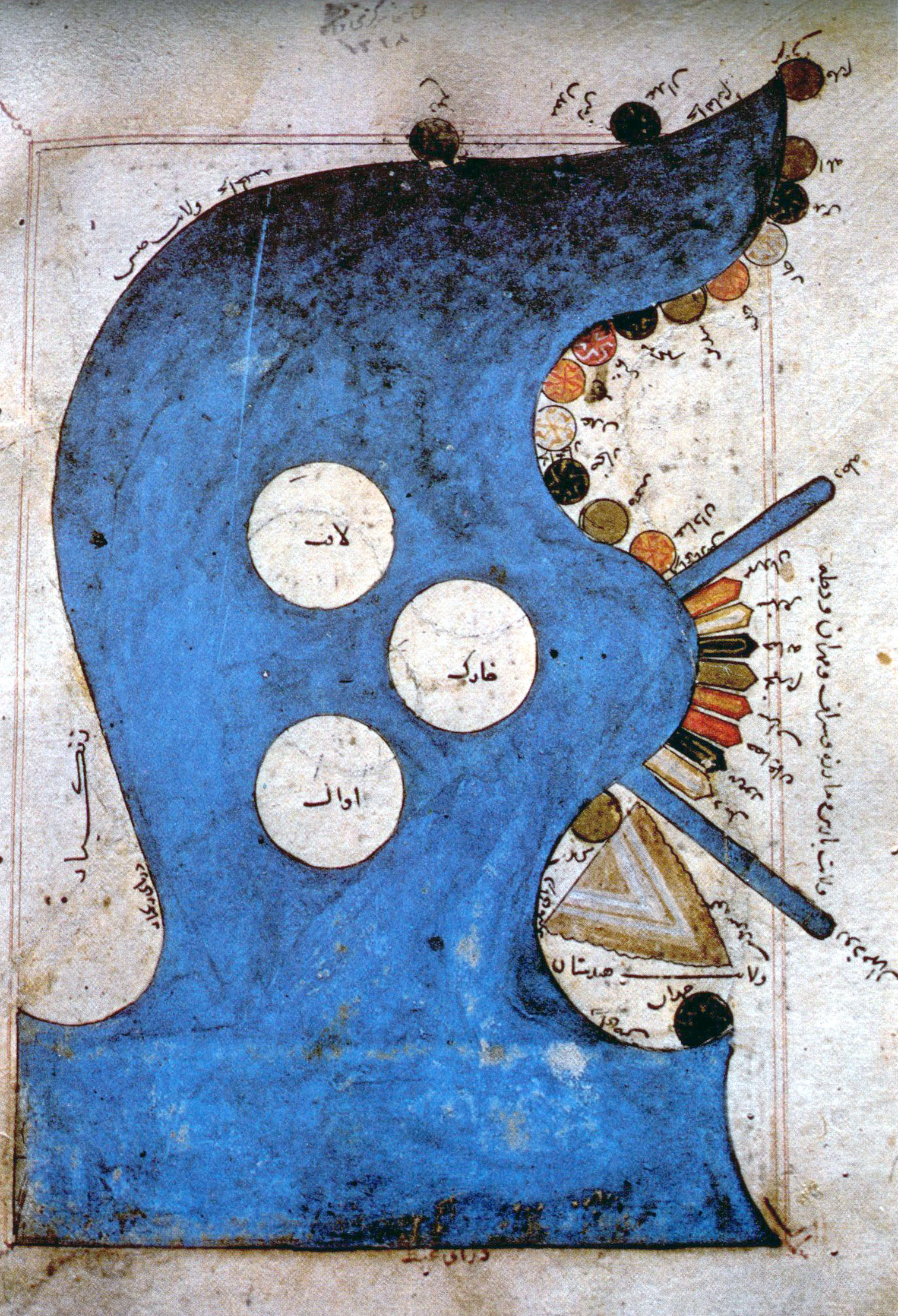
Mapa d'Istakhrí del Golf pèrsic

Abu-Ishaq Ibrahim ibn Muhàmmad al-Istakhrí al-Farissí al-Karkhí (àrab: أبو إسحاق إبراهيم بن محمد الإصطخري الفارسي الكرخي, Abū Isḥāq Ibrāhīm b. Muḥammad al-Iṣṭaẖrī al-Fārisī al-Karẖī), més conegut simplement com al-Istakhrí (Istakhr, ? - ?, 951 o 957), va ser un dels geògrafs i cartògrafs perses més importants del segle x. Membre de l'escola d'Abu-Zayd al-Balkhí (mort en 934) a Bagdad, és conegut sobretot per l'obra Kitab al-massàlik wa-l-mamàlik (Llibre dels camins i les províncies), que conté un mapamundi i 23 mapes regionals, i de la que se'n conserva una traducció integral en persa. També va escriure Súwar al-aqàlim (Tipus de clima) i va fer la primera descripció dels molins de vent.
Un deixeble seu va ser l'eminent geògraf àrab Ibn Hàwqal.